# ندى إينادا
ندى إينادا (باليابانية: なだいなだ) (1929 في اليابان - 1 يونيو 2013)؛ طبيب نفسي، مترجم، ناقد وروائي ياباني.